# Bill Anoatubby
Bill Anoatubby (Tishomingo (Oklahoma), 8 de novembre de 1945) és el governador de la Nació Chickasaw, càrrec que deté des de 1987. De 1979 a 1987, Anoatubby serví dos mandats com a tinent governador en l'administració del seu antecessor Overton James.

## Primers anys
Anoatubby va néixer a Tishomingo (Oklahoma), la capital de la tribu. En 1964 es graduà a la Tishomingo High School, on va jugar a futbol i fou actiu en el consell estudiantil. Després de graduar-se a l'escola secundària, va assistir al Murray State College a Tishomingo, abans de ser transferit a la Universitat Central de l'Est d'Ada, on va obtenir una llicenciatura en comptabilitat. A més, va fer estudis addicionals en negocis i finances en l'ECU i a la Universitat Estatal del Sud-est d'Oklahoma de Durant (Oklahoma). Durant els seus anys universitaris, va servir en la Guàrdia Nacional d'Oklahoma, aconseguint el rang de sergent i comandant un escamot de camions lleugers, abans de la seva baixa honorable en 1971. De 1972 a 1974, va treballar com a gerent d'oficina de l'American Plating Company. De 1974 a 1975, va ser contractat per la Corporació Little Giant, treballant en les àrees de comptabilitat, pressupost, anàlisi financera, i processament electrònic de dades.

## Primers càrrecs tribals
Pel juliol de 1975 Anoatubby es va incorporar al govern de la Nació Chickasaw, aleshores amb seu a Sulphur (Oklahoma), com a Director de Serveis de Salut Tribal, on va ser responsable de la gestió dels programes de salut tribals en una regió de 13 comtats del centre sud Oklahoma. L'any següent va acceptar el nomenament com a director del departament de comptabilitat tribal, on va ser responsable del desenvolupament i millora dels sistemes de comptabilitat tribals. El 1978, va ser nomenat Assistent Especial del Governador i Controlador, on va ser responsable de programes i gestió de personal, incloent la supervisió dels directors dels departaments tribals. A l'any següent fou escollit per vot popular Tinent Governador de la Nació Chickasaw, i va ser reelegit el 1983.

## Governador
En 1987 Anoatubby fou elegit 15è Governador de la Nació Chickasaw, la 12a tribu més gran dels Estats Units. Fou reelegit an les eleccions de 1991, 1995, 1999, 2003, 2007, i 2011; en dos cops (inclosa la més recent) no va tenir oposició. Actualment compleix el seu setè mandat que expira el 2015.
Com a governador és responsable de l'administració de prop de 13.000 empleats, més de 200 programes i serveis tribals, i més de 100 empreses tribals. Com a governador ha ideat un enfocament multifacètic per millorar les condicions per a la tribu en les àrees de finances tribal, l'educació, els negocis i el desenvolupament econòmic, la protecció del medi ambient i la salut.
El governador Bill Anoatubby anomenà Charles W. Blackwell com a primer ambaixador de la Nació Chickasaw als Estats Units en 1995. En el moment del seu nomenament, el 1995, Blackwell va esdevenir el primer amerindi ambaixador tribal als Estats Units de qualsevol govern tribal.

## Participació comunitària
A més de les seves funcions com a governador, Anoatubby ha estat membre de diverses organitzacions cíviques i governamentals a nivell estatal, regional, nacional i local. Des de 1978, ha exercit com a membre del Consell Inter-Tribal de les Cinc Tribus Civilitzades, incloent períodes com a president i vicepresident del consell. El 1988 va ser nomenat membre tant del Consell del president com de la junta de directors de la Cambra de Comerç d'Ada. Aquest mateix any, va ser nomenat membre de la Comissió d'Afers Indígenes d'Oklahoma pel governador Henry Bellmon, i va ser reelegit pel governador David Walters el 1991. De 1990 a 1992, va exercir en el Comitè Assessor del Camí Històric Camí de les Llàgrimes per al Departament de l'Interior dels Estats Units. De 1991 a 1998, va ser membre de la Junta de Síndics de la Universitat d'Oklahoma City. Durant 1992 va exercir en la Comissió de Salut del governador d'Oklahoma, creat per a estudiar l'assistència sanitària rural en l'estat. Aquest mateix any va ser nomenat per a un grup assessor de l'Agència Nord-americana de Protecció Ambiental per a l'estudi de l'aplicació de les regles de l'agència als territoris indis. El 1995 va ser nomenat membre de la Board of Trustees of the Morris K. Udall Scholarship and Excellence in National Environmental Policy Foundation pel president Bill Clinton. De 1995 a 1998 va exercir en la Junta Estatal d'Oklahoma per a l'organització Easter Seals. En 1998 va intentar sense èxit la nominació del Partit Demòcrata per a l'escó del 3r Districte al Congrés dels Estats Units, ocupant el tercer lloc de quatre candidats. Després de la seva derrota a les primàries finalment va donar suport al candidat del partit, aleshores senador per l'estat Darryl Roberts. Va ser esmentat com un possible candidat a l'Elecció especial al Senat dels Estats Units a Oklahoma de 2014 per reemplaçar Tom Coburn, però va decidir no participar-hi.